# リビングの松永さん
『リビングの松永さん』（リビングのまつながさん）は、岩下慶子による日本の漫画作品。『デザート』（講談社）にて、2017年2月号から2021年8月号まで連載された。作者による略称は「リビ松さん」。連載前の仮タイトルは『リビングの野本さん』であったが、変更された。話数のカウントは「room」。
2017年11月6日に発売された『月刊MdN』（エムディエヌコーポレーション）12月号で組まれた特集「マンガタイトルのデザイン、新たな進化」では、本作のロゴが解説された。
2018年6月には単行本第4巻の発売を記念して、本作のPVが制作された。同年11月には単行本第5巻の発売を記念した特典として、鈴木達央が松永に扮して作中のセリフを読み上げる「お世話焼きボイス」が公開された。
単行本第9巻の帯には、本作に対し「親近感を持っていた」というCreepy NutsのDJ松永がコメントを寄せている。
2024年1月より、関西テレビの制作でフジテレビ系列にてテレビドラマが放送された。

## あらすじ
シェアハウスで暮らすことになった女子高生のミーコは、同じシェアハウスで暮らす年上のデザイナー・松永純のことが気になり始める。住人たちと交流しながら距離を縮めていくミーコ。松永の元カノのような存在の小夏や、ミーコと同じ職場でアルバイトをしたことがきっかけで親しくなった凌との関係など、いろいろ乗り越えてミーコは松永と両想いになる。しかしミーコを大切にしたい松永から「交際は高校を卒業した後にしたい」と言われ、ミーコは不安になる。更に、大きな仕事を機に松永がシェアハウスを卒業することになり、また、朝子と健太郎も結ばれて退去し、シェアハウスの環境が変化していく。

## 登場キャラクター

### シェアハウス
園田 美己（） / ミーコ
17歳、高校2年生（女子高）、5月5日生まれ、血液型はA型、身長159cm、「末っ子イメージで、一途で応用がきかない頑張り屋」とは作者談。失言多めの主人公♡。温厚な性格。唯一作れる料理はカレー。成績も優秀な方である。シェアハウス生活を始める以前は試験で赤点になった事はなかった。
松永 純（）
在宅勤務をするグラフィックデザイナー、単行本3巻で28歳を迎える、8月17日生まれ、血液型はO型、身長180cm、「長男イメージで、男性フェロモンプンプン」 とは作者談。ぶっきらぼうであり、せっかちだが世話好きな性格。
北条 凌（）
シェアハウスで暮らす無口な大学生、20歳、血液型はO型、身長175cm、「三男イメージ」 とは作者談。美己には塩対応（単行本3巻時点）。
大貫 朝子（）
シェアハウスで暮らすお姉さん的存在のネイリスト、25歳、血液型はA型、身長169cm、美人でスタイル良くて優しい設定。「長女イメージ」 とは作者談。バツイチである。
鈴木 健太郎（）
シェアハウスで暮らすバーテンダー、26歳、血液型はB型、身長172cm、酒・女・ゲーム好き設定、「二男イメージで、黙っていればキレイな王子様♡」 とは作者談。女好きでしょっちゅう違う女を連れ込んでいる。
服部 あかね（）
謎だらけの女子、血液型はAB型、身長156cm、「二女イメージ」 とは作者談で、彼氏持ち。シェアハウスで暮らしていたが、結婚したためにシェアハウスを去った。
服部 まつり（）
ミーコの後に入居した住人であかねの妹。
サバコ
シェアハウスで暮らす猫。凌に恋をしている。
河北 雅彦（）
ミーコの叔父でシェアハウスのオーナー。

### ミーコの学校
小林 夏未（）
ミーコのクラスの担任が産休となったため、代わりの担任となった教師。美術担当。
過去にシェアハウスで暮らしていた時には、住人から「小夏」と呼ばれていた。松永の元カノ。
りっちゃん
ミーコの友人。
マホ
ミーコの友人。

## 番外編について
リビングのサバコさん［番外編・1 - 4］
本編の連載期間中に全44話とは別に、ミーコたちが暮らすシェアハウスの飼い猫「サバコ」視点の超ショートストーリー4編（4頁や6頁）が「デザート」本誌に掲載されたのち、単行本のKCD第2巻・第6巻・第7巻・第8巻にそれぞれ収録。
リビングの松永さん［番外編・5］
本編完結より2年経過した設定の34歳の松永とミーコの超ショートストーリー4頁が「デザート」2021年10月号に掲載された。
リビングの松永さん　番外編　ーリビングの凌くんー
本編全44話完結後、「デザート」2021年10月号及び単行本KCD第11巻連動の『応募者全員プレゼント企画の小冊子』の為に描き下ろした、医学部5年生となっている「北条凌」を主人公にした特別番外編。当初は非売品の小冊子のみだったが、好評により加筆・再編集されたものが2023年4月13日から電子配信限定で発売開始となった。

## 評価

### 他者からの評価
本作について、ファーストサマーウイカは「面白くていっき読み」したという。松永の見た目や「グイグイさ」についても褒めている。ファーストサマーウイカによると、本作の魅力は登場人物のもつ「ピュアさ」であるといい、全員に垣間見える「もろさ」や「不完全さ」について共感するという。特に共感するキャラクターは服部だという。

### 商業的評価
単行本第4巻が発売された時点で既刊が重版された。2021年8月・単行本11巻（完結）発売時に電子版を含めた累計発行部数は200万部を突破し、テレビドラマ第1回放送直前の『月刊デザート』2024年2月号にて「累計280万部」に更新している事を発表した（2023年12月22日時点）。

## 制作背景

### テーマについて
作者の岩下はまず「どういう男の子を描きたいか」と考えた時に、「大人男子を描きたい」と思ったという。しかし主人公を女子高生とした時に相手を大人の男性にすると、「先生や兄の友人など、想定できる設定が限られてくる」と難問にぶつかった。そこで担当編集者からシェアハウスを舞台にした作品はどうか、と提案された。担当編集者はもともと『デザート』にシェアハウスをテーマにした作品があったらいいと考えていたが、作品を作るなら「大人」をしっかり描くことができる作家にお願いしたいと思い、岩下が浮かんだのだという。
岩下はきょうだいの末っ子で、子供のころに姉の友人など、年上に構ってもらったことが嬉しかったという記憶があり、「シェアハウスならそういうおいしい状況をたっぷり描けるのではないか」と考えた。しかし「女子高生をどうシェアハウスに住ませるのか」、「どういう状況ならば不自然ではないのか」という問題に悩み、「親族（叔父）が運営しているシェアハウスならば安心」と落としどころを見つけた。

### ミーコについて
主人公のミーコについて岩下は「ザ・女子高生!というシルエットにしたい」と決めていたため、髪型が前髪ありのロングとシンプルなデザインになった。今まで岩下は大人びた主人公を多く描いてきたが、ミーコに関しては岩下自身の高校生時代を振り返り、「高校生らしさにチューニングを合わせていった」という。

### 松永について
岩下によると、松永の構想は紆余曲折あったという。「一日中家にいてシェアハウスの主になるような仕事」を考え、映像作家という設定が最初に思い浮かんだ岩下。しかし岩下は映像作家に詳しくないため悩んでいた時に、担当編集者からデザイナーを提案されたという。松永は「俺の力で相手を幸せにしてやる!」というタイプの人間であるため、「作品で見る人を喜ばせるデザイナーという仕事」が当てはまると考え、職業が決定した。
デザインについて、はじめに7、8パターンほどイメージビジュアルを描いたが、担当編集者と「前髪なしはどうか」と話し合った結果、現在のフォルムにたどり着いたのだという。松永のトレードマークである「ツーブロックに眼鏡」について、岩下が今まで出会ったデザイナーがその風貌であったこともあり、そのデザインに決まった。岩下は松永を「少女漫画で人気のタイプではない」と考えていたため、『デザート』2018年8月号にて「ツーブロ眼鏡の男が少女漫画の表紙を飾らせていただけるなんて」と語り、読者に感謝の言葉を述べている。松永は少女漫画界にお手本があまりいないため、「少年漫画の方が参考になるキャラクター」であると岩下はいう。
『リビングの○○さん』とタイトルに名前を入れることはあらかじめ決定していた。「イケメンっぽくてメジャーな名前がいい」と岩下は考えていたが、悩んだため、最終的に姓名判断で決めたのだという。「松田」や「五十嵐」や「野本」など、複数の候補を姓名判断のサイトでチェックし、その中から「もっとも彼らしいもの」を選び、「松永純」に決まった。岩下によると、姓名判断で松永の名前を入れると、彼らしい性格の診断結果になるという。

### 凌について
凌の名前も松永と同じ方法で決められている。岩下によるとミーコと「結ばれてほしい」という気持ちはあったが、「凌と結ばれる可能性はなかった」という。一番悩んだキャラクターに凌を挙げており、動かし方について毎回悩んだという。しかし三角関係については、1巻の段階から展開が決まっていた。

### ほかのキャラクターについて
岩下によると、服部がシェアハウスを去ることはもともと考えられていたが、退去の際には「好きなキャラだったのでさみしい」と語った。
サバコの恋のエピソードについて、岩下は楽しんで描いたという。

### 取材について
本作を描くにあたり、岩下は実際にシェアハウスを取材している。取材を行う前は「一緒に暮らすといっても他人同士」であり、「どこかよそよそしかったりする」のではないかと岩下は考えていた。しかし取材を行ったことにより、シェアハウスが「すごく楽しそうで、まさに家族という雰囲気」だと感じた岩下は「イメージがいっきに膨らんだ」という。
作中の松永の誕生日のシーンに登場するケーキの保存方法や、鍵が壊れてミーコと松永がトイレに閉じ込められるシーンは、岩下が取材で耳にしたことが参考にされている。取材で得た細かなエピソードから、本作らしいエピソードが生み出されている。

### 作品への想い
岩下が本作を描くにあたり一番大事にしていることは、読者に「シェアハウスっていいな」と思ってもらうことである。作品を読み、読者がそう感じたら「すごくうれしい」という。
岩下によると松永は「初期の段階からお母さん的な要素を持たせよう」と決めていたといい、兄のようで母のようで「最高の愛情を注いでくれる男の子がいたら最高じゃないか」と考え、できあがったキャラクターである。「自分が恋できるキャラクターじゃないと描けないタイプ」である岩下は、松永の不器用なところを愛おしく思いながら描いているという。

## 書誌情報
- 岩下慶子 『リビングの松永さん』 講談社〈KCデザート〉、全11巻
  1. 2017年5月12日発売[21][講 1]、ISBN 978-4-06-365909-2
  2. 2017年10月13日発売[講 3]、ISBN 978-4-06-365932-0
  3. 2018年2月13日発売[講 4]、ISBN 978-4-06-510913-7
  4. 2018年6月13日発売[1][講 5]、ISBN 978-4-06-511669-2
  5. 2018年11月13日発売[8][講 6]、ISBN 978-4-06-513576-1
  6. 2019年5月13日発売[講 7]、ISBN 978-4-06-515515-8
  7. 2019年11月13日発売[講 8]、ISBN 978-4-06-517611-5
  8. 2020年4月13日発売[講 9]、ISBN 978-4-06-519416-4
  9. 2020年10月13日発売[講 10]、ISBN 978-4-06-520973-8
  10. 2021年3月12日発売[講 11]、ISBN 978-4-06-522632-2
  11. 2021年8月12日発売[講 12]、ISBN 978-4-06-524688-7

## テレビドラマ
2024年1月9日から3月26日まで、カンテレ制作・フジテレビ系列の連続ドラマ枠「火ドラ★イレブン」にて放送された。主演は中島健人。

### キャスト

#### 主要人物
松永純〈29〉
演 - 中島健人
主人公。フリーランスのグラフィックデザイナー。
園田美己〈17〉
演 - 髙橋ひかる（幼少期：小井圡菫玲）
都内にある女子高の2年生。

#### シェアハウス365
純と美己たちが暮らすシェアハウス。
鈴木健太郎〈27〉
演 - 向井康二
住人。バーテンダー。
北条凌〈20〉
演 - 藤原大祐
住人。医大生。
服部あかね〈23〉
演 - 大久保桜子
住人。カレー屋のアルバイト。
大貫朝子〈31〉
演 - 黒川智花
住人。ネイリスト。美己にとっての憧れの存在。
河北雅彦
演 - 山口森広
美己の叔父でシェアハウスのオーナー。

#### 美己の家族・関係者
園田朋子
演 - 映美くらら
美己の母。
園田俊之
演 - 佐藤まんごろう
美己の父。
マホ
演 - 志田こはく
美己の友人。
りっちゃん
演 - 臼井萌音
美己の友人。
小林夏未（こばやし なつみ）
演 - 若月佑美（第6話 - ）
美己の担任教師。松永の元カノ。

#### ゲスト

##### 第2話
三枝美樹
演 - ファーストサマーウイカ
松永の担当編集者。グラフィックデザイナーで本の装丁のデザインもしている。

##### 第9話
サンジェ
演 - 加藤諒
あかねの恋人のインド人。

### スタッフ
- 原作 - 岩下慶子『リビングの松永さん』（講談社「KCデザート」刊）[53]
- 脚本 - 田辺茂範[43]
- 音楽 - 眞鍋昭大[53]、畑添美菜[53]
- 主題歌 - Sexy Zone「puzzle」（Over The Top）[54]
- 演出 - 金井純一[43]、日暮謙[43]、松川嵩史[43]
- プロデューサー - 萩原崇[53]、島本講太[53]、本郷達也[53]、村山太郎[53]
- 制作協力 - MMJ[53]
- 制作 - カンテレ[53]、Storm Labels[53]

### 放送日程
| 話数   | 放送日  | サブタイトル                        | サブタイトル     | 演出     |
| 話数   | 放送日  | 本放送                              | その他           | 演出     |
| ------ | ------- | ----------------------------------- | ---------------- | -------- |
| 第1話  | 1月09日 | ひとつ屋根の下!シェアハウスの恋!    | 同居生活開始!    | 金井純一 |
| 第2話  | 1月16日 | いきなり家出!真夜中に近づく二人の心 | 真夜中に近づく心 | 金井純一 |
| 第3話  | 1月23日 | 波乱の歓迎会!二人きりでお泊り!?     | 二人きりでお泊り | 日暮謙   |
| 第4話  | 1月30日 | 恋のすれ違い!合コンで事件発生       | 合コンで事件発生 | 日暮謙   |
| 第5話  | 2月06日 | 恋の三角関係!忍び寄る影             | 三角関係、大波乱 | 金井純一 |
| 第6話  | 2月13日 | 忘れられない、昔の恋                | 忘れられない恋人 | 金井純一 |
| 第7話  | 2月20日 | 誕生日会は恋の決戦!                 | 決戦は誕生日会!  | 日暮謙   |
| 第8話  | 2月27日 | あふれる思い!涙の告白               | あふれる涙の告白 | 日暮謙   |
| 第9話  | 3月05日 | 愛と涙の結婚式!松永の決意           | 愛と涙の結婚式!  | 松川嵩史 |
| 第10話 | 3月12日 | 恋心の結末!呪いを解くキス           | 呪いを解くキス!  | 日暮謙   |
| 第11話 | 3月19日 | クライマックス突入!最大の危機       | 二人の最大の危機 | 金井純一 |
| 最終話 | 3月26日 | 最終回!運命の恋の結末!              | 運命の恋の結末!  |          |

| カンテレ制作・フジテレビ系列 火ドラ★イレブン         | カンテレ制作・フジテレビ系列 火ドラ★イレブン  | カンテレ制作・フジテレビ系列 火ドラ★イレブン |
| 前番組                                               | 番組名                                        | 次番組                                       |
| ---------------------------------------------------- | --------------------------------------------- | -------------------------------------------- |
| 時をかけるな、恋人たち （2023年10月10日 - 12月19日） | リビングの松永さん （2024年1月9日 - 3月26日） | お迎え渋谷くん （2024年4月2日 - 6月18日）    |